# Charles Keightley
Generál Sir Charles Frederic Keightley (24. června 1901 Croydon – 17. června 1974 Salisbury) byl britský důstojník a politik. Významné kariéry dosáhl již během druhé světové války a úspěšně v ní pokračoval i po jejím konci. V letech 1958 až 1962 pak zastával post guvernéra Gibraltaru.

## Mládí
Narodil se 24. června 1901 v Anerley nedaleko Croydonu jako jediný přeživší syn místního vikáře Charlese Alberta Keightleye a jeho ženy Kathleen Ross.
Keightley absolvoval Královskou vojenskou akademii v Sandhurstu (v originále Royal Military Academy Sandhurst) a v prosinci 1921 byl přijat do britské armády v hodnosti podporučíka a přiřazen k 5. dragounské gardě (Princezny Charlotty z Walesu). V roce 1923 byl povýšen na poručíka a v dubnu 1932 do hodnosti kapitána. V témže roce se také jeho ženou stala Joan Lydia Smyth-Osbourne, se kterou měl později dva syny.
Mezi lety 1935 a 1936 navštěvoval Staff College v Camberley. Přestože byl v říjnu 1937 jmenován velitelem štábu mechanizovaného jezdectva v Egyptě, zúčastnil se již v listopadu korunovace Jiřího VI. v Londýně jako člen procesí doprovázející krále a královnu. V září 1938 byl převelen k nově vytvořené mobilní divizi v Egyptě, které velel vlivný Percy Hobart.
Keightley mohl profitovat z Hobartovy přízně pouze po krátkou dobu, během které byl povýšen na majora a v prosinci 1938 jmenován instruktorem na Staff College v Camberley v místní hodnosti podplukovníka.

## Druhá světová válka

Znak britského 5. sboru (V Corps) za druhé světové války.

V roce 1940 byl převelen k 1. obrněné divizi během jejího nasazení ve Francii. Poté, co byla jednotka evakuována z francouzského území, došlo v Anglii k její reformaci.
13. května 1941 byl Keightley dočasně povýšen do hodnosti brigádního generála a bylo mu svěřeno velení 30. obrněné brigády, která byla součástí 11. obrněné divize, v té době pod velením generálmajora Percyho Hobarta. V červenci 1941 se Keightley stal členem Řádu britského impéria v hodnosti důstojníka. 21. dubna 1942 se potom na krátkou dobu stal velitelem 11. obrněné divize, která se v té době nacházela na domovské půdě. Již ale 19. května 1942 převzal velení nad 6. obrněnou divizí, které velel během tuniského tažení. Za svou příkladnou službu v Tunisku se stal členem Bathského řádu a také byl vyznamenán americkou vládou, kdy byl dekorován Legion of Merit (záslužná legie).
V září 1943 byl trvale povýšen na podplukovníka a znovu povýšení dosáhl v dubnu 1944, tentokrát do hodnosti plukovníka. V srpnu 1944 byl vyznamenán Řádem za vynikající službu, a jeho úspěchy při velení jak pěším tak obrněným divizím vedly k jeho dočasnému povýšení na generálporučíka. Poté nahradil generálporučíka Charlese Allfreye v čele 5. sboru britské 8. armády v Itálii. Stal se tak ve svých 43 letech nejmladším britským důstojníkem, který v boji velel útvaru takové velikosti. Jmenovitě vedl 5. sbor na podzim 1944 během operace Olive, během ofenzívy na Gótskou linii, stejně jako během závěrečné jarní ofenzívy v dubnu 1945, kdy jeho sbor hrál vedoucí úlohu v bitvě o Argenta Gap. Sbor potom pod jeho velením vstoupil do Rakouska.
Ve východním Tyrolsku a v Korutanech přijala Keightleyho armáda kapitulaci "Lienzských kozáků" z rukou jejich vůdců Pjotra Krasnova, Kelecha Ghireze a Andreje Škura, stejně jako kapitulaci 15. SS kozáckého jízdního sboru pod velením Helmutha von Pannwitz. Během jaltské konference Britové souhlasili s předáním sovětských občanů do rukou Sovětského Svazu. Keightley proto danou situaci konzultoval s Haroldem Macmillanem. Na základě tohoto jednání pak předal své zajatce a jejich rodiny, bez ohledu na jejich národnost (byli mezi nimi lidé, kteří měli mimo jiné francouzský, německý či jugoslávský pas) do rukou Sovětů. Násilím byli zajatci jednotkami Směrš, tedy zvláštními jednotkami sovětské vojenské kontrarozvědky, dopraveni do Judenburgu, kde byli mnozí okamžitě popraveni a ostatní posláni do gulagů.
V polovině roku 1945 byl povýšen na rytíře-komandéra Řádu britského impéria a jmenován na velitelskou pozici připravovaného sboru Commonwealth, který se měl účastnit operace Coronet. Tato operace byla součástí plánované invaze do Japonska. Sbor byl tvořen pěšími divizemi z Austrálie, Británie a Kanady. Proti tomuto jmenování vystoupila australská vláda, která nesouhlasila se jmenováním důstojníka bez předchozí zkušenosti s boji proti Japoncům. Válka ovšem skončila dříve, než bylo ve věci rozhodnuto.

## Poválečná éra
V roce 1946 Keightley opustil Rakousko s trvalou hodností generálmajora, na kterou byl povýšen již v únoru 1945. Další jeho kroky ho zavedli do působení ve válečném kabinetu. V roce 1948 byl povýšen do hodnosti generálporučíka a 21. září 1949 jmenován velitelem britské armády na Rýně v Německu, kde zůstal až do dubna 1951.
V květnu 1951 již v hodnosti generála převzal velení nad britskými dálnovýchodními pozemními silami (Far East Land Forces). V září 1953 pak převzal velení nad Middle East Land Forces. Na podzim roku 1956 se vyhrotila situace na Blízkém východě, která vyústila v suezskou krizi, během které stál Keightley v čele operace Musketeer. Za svoji příkladnou službu od října do prosince 1956 obdržel od francouzské vlády Řád čestné legie. V lednu 1957 se však vzdal velení a v srpnu téhož roku odešel do výslužby.
Z výslužby se vrátil, aby se stal guvernérem a vrchním velitelem Gibraltaru. Tuto funkci zastával od května 1958 do října 1962, kdy odešel do výslužby podruhé.
Zemřel v Salisbury 17. června 1974. Na jeho počest je na Gibraltaru pojmenována silnice a tunel – Keightley Way.

## Vyznamenání
- velkodůstojník Řádu čestné legie – Francie, 15. dubna 1958[22]
- rytíř velkokříže Řádu britského impéria, vojenská divize – Spojené království, 13. června 1957[23]
- rytíř velkokříže Řádu lázně – Spojené království, 1. června 1953[24]
- komandér Legion of Merit – USA, 20. května 1947[25]
- rytíř-komandér Řádu britského impéria, vojenská divize – Spojené království, 1945[15]
- Řád za vynikající službu – Spojené království, 3. srpna 1944[26]
- důstojník Legion of Merit – USA, 1943[9]
- důstojník Řádu britského impéria, vojenská divize – Spojené království, 1941[8]